# Vriesea gracilior
Vriesea gracilior är en gräsväxtart som först beskrevs av Lyman Bradford Smith, och fick sitt nu gällande namn av Elton Martinez Carvalho Leme. Vriesea gracilior ingår i släktet Vriesea och familjen Bromeliaceae. Inga underarter finns listade i Catalogue of Life.